# شکارگیر کمرنگ
شکارگیر کمرنگ (نام علمی: Austrogomphus amphiclitus) نام یک گونه از سرده شکارگیرها است.